# Libro delle Ore di Llanbeblig
Il Libro d'ore di Llanbeblig è un libro d'ore manoscritto miniato in lingua latina, custodito presso la Biblioteca nazionale del Galles ad Aberystwyth (NLW MS 17520A), risalente alla fine del XIV secolo. Alcuni riferimenti nel calendario liturgico contenuto nel volume associano il libro al Galles; 
in particolare la dedica della chiesa di San Peblig, datata 6 giugno, lo collega alla città di Caernarfon.

## Storia
Nonostante né le miniature, né i marginalia, né i capilettera rivelino un'eccezionale abilità artistica, il volume possiede un grande interesse in quanto costituisce uno dei pochi manoscritti miniati ritrovati nel Galles.
La probabile prima proprietaria del libro fu una donna di nome Isabella Godynogh. Spesso i libri delle Ore venivano ideati ad uso delle donne. Nel manoscritto si trova una nota aggiunta, relativa alla morte di Isabella, che indica la data del 23 aprile 1413.  
La copertina del libro, dell'inizio del XVI secolo, in pelle di vitello e rilegata in oro, sia sul fronte che sul retro raffigura gli stemmi 
di Enrico VIII e Caterina d'Aragona in scudi separati da due rose; che sono stati inseriti nella successiva e molto più recente rilegatura 
del XIX secolo. Ciò attesta che la precedente rilegatura fu eseguita prima del 1532, anno dell'annullamento del matrimonio dei due sovrani. I fogli sono 138 nel formato mm. 175x121. 
Le miniature sono sette:
1. Folio 1r. Arcangelo Gabriele annunciante inginocchiato su una gamba.
2. Folio 2r. Vergine annunciata, con crocifisso sormontato da un giglio. Di notevole interesse in quanto rappresenta un raro motivo ornamentale[1].
3. Folio 2v. San Pietro, che tiene in mano una chiave e un libro.
4. Folio 3r. Un re che regge in mano uno scettro, probabilmente l'imperatore romano Magno Massimo nel forte romano di Segontium (cfr. Il sogno di Macsen Wledig).
5. Folio 3v. Un vescovo benedicente, probabilmente San Peblig. Porta in testa una mitra e regge in mano un pastorale.
6. Folio 4r. Madonna con bambino.
7. Folio 4v. La Trinità.
8. Llanbeblig Hours binding.png|La copertina del libro

## Galleria d'immagini

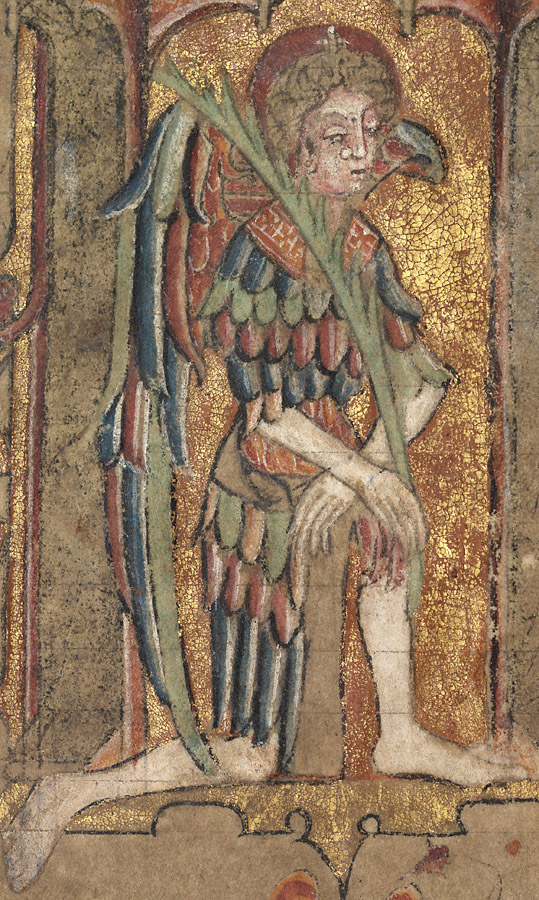
Folio 1r.
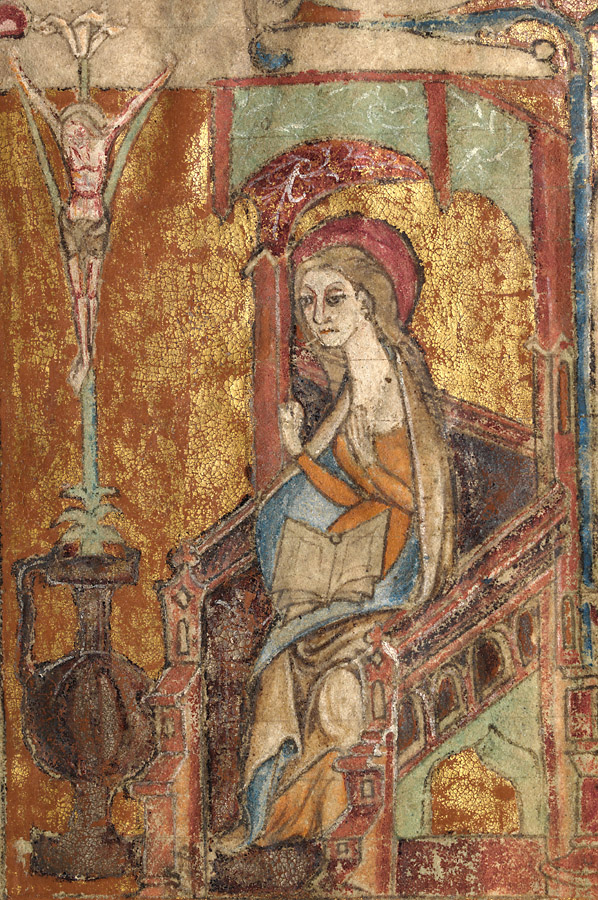
Folio 2r.
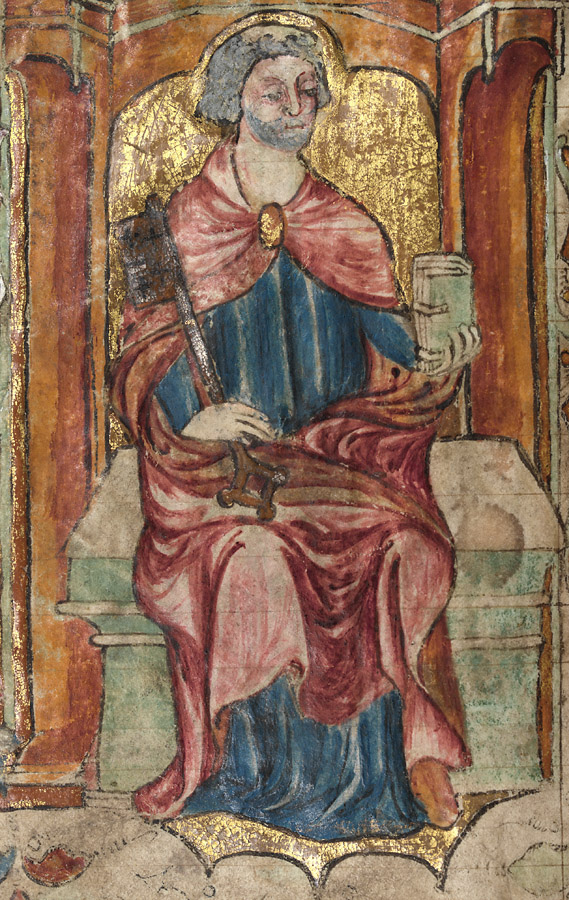
Folio 2v.
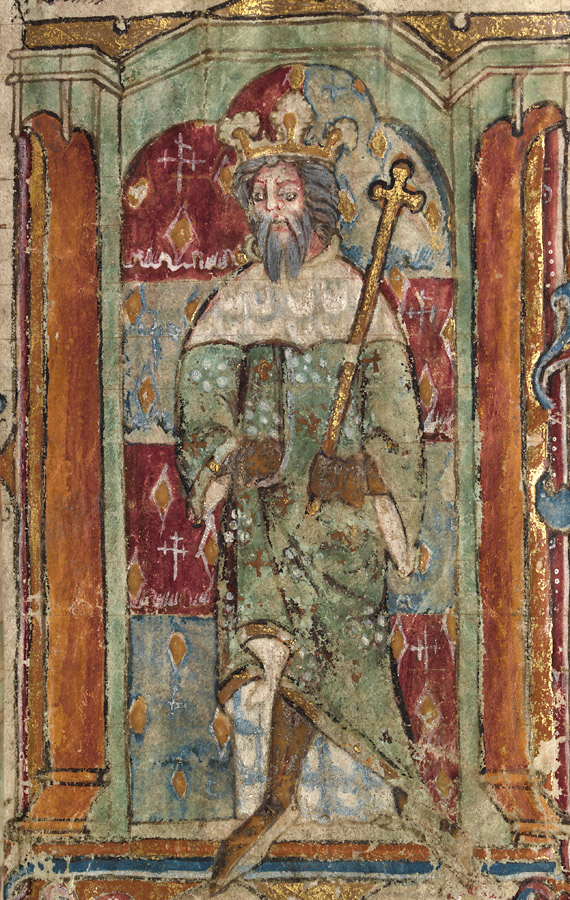
Folio 3r.
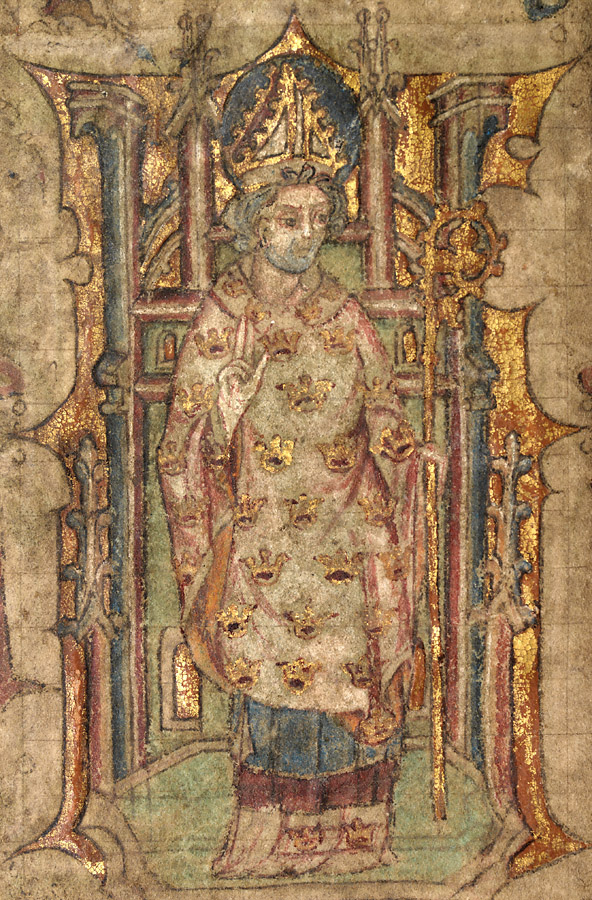
Folio 3v.
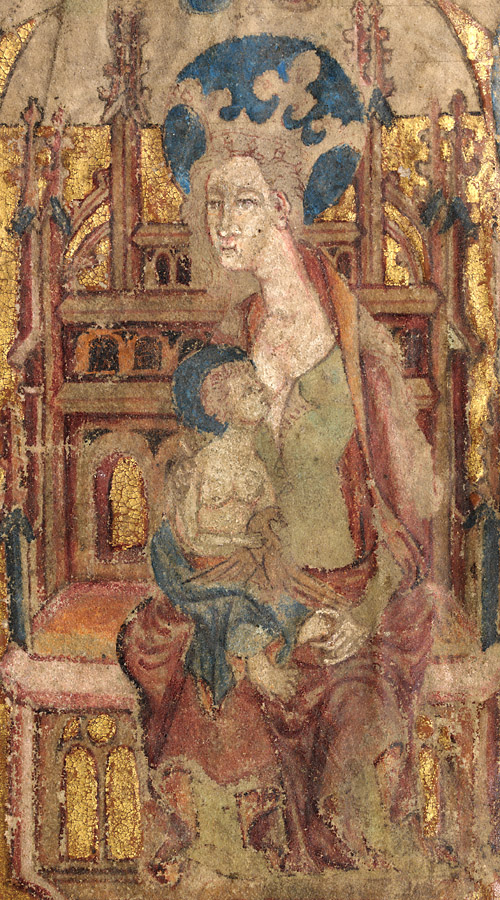
Folio 4r.
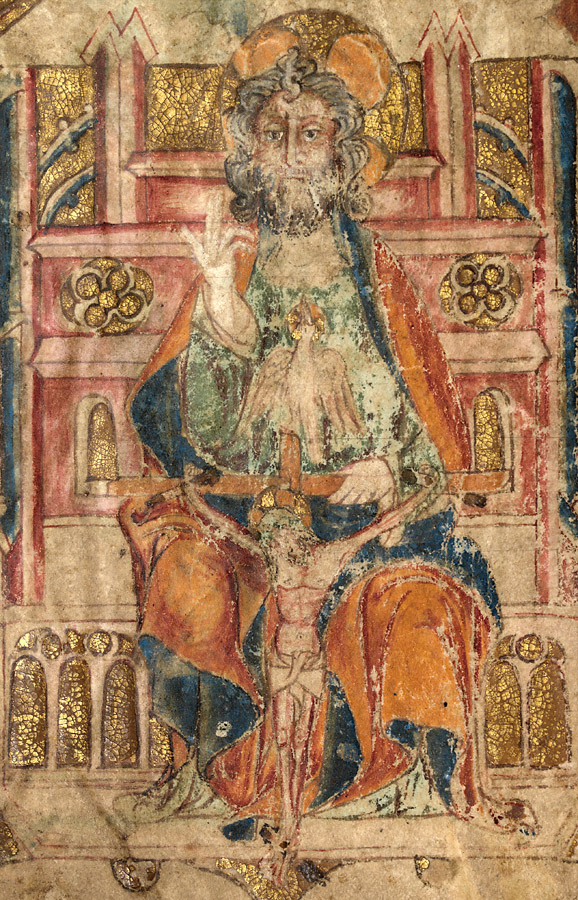
Folio 4v.
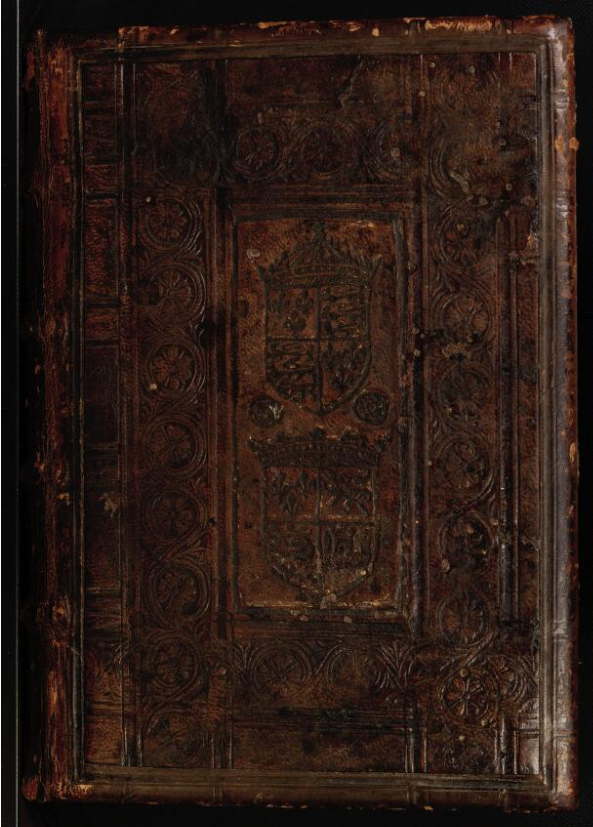
Copertina del libro